# Blue Letter
Blue Letter — мини-альбом южнокорейского певца Вонхо, выпущенный 14 сентября 2021 года на лейбле Highline Entertainment и Kakao M.

## Предыстория и выпуск
После того, как был выпущен второй мини-альбом Love Synonym Pt.2: Right for Us, Вонхо провёл свой виртуальный концертный тур Weneedlove. Второй альбом также имел коммерческий успех, пять песен из него попали в чарт Billboard World Digital Single Sales Chart, заняв 20 процентов всего чарта, а также попал на второе место в корейском чарте Gaon и на 27 место в японском чарте Oricon.
2 сентября 2022 года вышли фотографии для физический версии альбома, список композиций был выпущен 6 сентября, а тизер экранизации в виде клипа на заглавный трек «Blue» вышел 9 сентября, 14 сентября, в один день с альбомом, вышла экранизация в виде клипа на песню «Blue», в день выхода она дебютировала на 14 месте в чарте Billboard World Digital Song Sales.

## Приём

### Коммерческий успех
Заглавная композиция «Blue» попала на 14 место в чарте Billboard World Digital Song Sales и на 6 место в Gaon Chart National Physical Albums Ranking и 5 место в Gaon Album Chart.

### Отзывы
| Оценки критиков | Оценки критиков |
| Источник        | Оценка          |
| --------------- | --------------- |
| NME             | [ 11 ]          |
| PopMatters      | [ 12 ]          |

Райан Дейли из NME считает, что припев в «Blue» — «легко заразительный и небрежно приятный», про инструментальное интро «Seasons And Patterns», критик написал, что оно поднимает настроение по-другому и вводит в «сольную драму Вонхо». Продолжая рецензию, он пишет про пятый трек пластинки «24/7» назвав её «мягкой и эйфорической», в «No Text No Call» он отмечает «мягкую грусть». Подытожив, он пишет, что певец со времен своего дебютного альбома вырос, как автор, критик снова упоминает «Blue» в контексте того, что в «в справедливом мире стал бы мгновенным хитом на радио». Ана Клара Рибейро в рецензии для PopMatters начинает с первой композиции «Seasons And Patterns», она считает композиция «великолепно передаёт настроение пластинки». Далее она пишет, что исполнитель погружается в меланхолию с ведущей песней альбома «Blue», назвав её летней. По её мнению композиция «No Text No Call» «тайком берет корону благодаря своей честной лирике о потере возлюбленного без предупреждения». Подытожив, она отмечает многогранность Вонхо в плане музыкальности.

## Композиции
Открывающая композиция альбома «Seasons And Patterns» является инструментальной, основанный на мотиве двух мелодий, каждая из них сыграна только в трёх нотах, первая часть исполняется более высокими нотами, а вторая низкими. «Blue», заглавный трек пластинки, написанный в жанре поп. «No Text No Call» третья песня в альбоме и первая написанная Вонхо для него, композиция с хип-хоп битом, повествует о недостатке общения со стороны бывшего возлюбленного. «Come Over No Tonight» трек с медленной композицией, со стилем ду-воп. «24/7» написана в жанре электропоп и EDM. «Stranger» является акустической песней.

### Список композиций
| №                   | Название                      | Длительность |
| ------------------- | ----------------------------- | ------------ |
| 1.                  | «Intro: Seasons and Patterns» | 2:06         |
| 2.                  | «Blue»                        | 3:09         |
| 3.                  | «No Text No Call»             | 3:13         |
| 4.                  | «Come Over Tonight»           | 3:10         |
| 5.                  | «24/7»                        | 2:59         |
| 6.                  | «Stranger»                    | 2:56         |
| 7.                  | «Blue (English Version)»      | 3:09         |
| Общая длительность: | Общая длительность:           | 20:42        |